# 降霊会 -血塗られた女子寮-
『降霊会 ―血塗られた女子寮―』（こうれいかい ちぬられたじょしりょう、Seance）は2021年のアメリカ合衆国のホラー映画。監督はサイモン・バレット、出演はスキ・ウォーターハウスとマディセン・ベイティなど。全寮制の女子高校を舞台に、悪ふざけで降霊会の儀式を行ない、亡くなった生徒の霊を呼び出した女子高校生たちが、やがて次々と謎の死を遂げていくさまを描いたオカルトホラー。

## ストーリー
全寮制のエデルヴァイン高校に編入したカミール・メドウズは、性格のきつい同級生たち（アリス、ベサニー、イヴォンヌ、レノーラ、ロザリンド）に目をつけられてしまい、嫌がらせを受ける。そんなある日、カミールはアリスから降霊会に招待される。カミールは「寮から飛び降りて死んだ生徒の霊を降ろす」という説明を受け、下らない脅かしだと思いながらも、渋々降霊会に参加することにした。ところが、その会の場に現れたのは死んだ生徒の霊ではなく、正体不明の何かであり、去り際に「お前たちは皆殺される運命にある」と言い残す。
ほどなくして、レノーラが死に、カミールたちはこの警告が悪ふざけの類ではないと確信する。
そして、儀式に参加した者達が次々と惨死する。

## キャスト
- カミール・メドウズ: スキ・ウォーターハウス - 転校生。
- ヘリナ: エラ＝レイ・スミス - 亡くなったケリーの友人。カミールの友人に。
- アリス: イナンナ・サーキス（英語版） - リーダー格。
- ベサニー: マディセン・ベイティ - 高額な奨学金を獲得した優等生。
- イヴォンヌ: ステファニー・シー - アジア系の生徒。バレエの練習中に殺害。
- ロザリンド（ロズ）・カーライル: ジュリエット・アマラ - アフリカ系の生徒。シャワールームで殺害。
- レノーラ: ジェイド・マイケル - 恋人に会うために外出して殺された生徒。
- トレヴァー・ランドリー: シーマス・パターソン - 用務員。
- ミセス・ランドリー: マリナ・スティーブンソン・カー - 校長。トレヴァーの母。
- ケリー・ライリー: メーガン・ベスト - 謎の転落死をした生徒。

## 製作・音楽
2019年10月22日、サイモン・バレット監督の新作映画にスキ・ウォーターハウスが出演することになったと報じられた。11月6日、イアンナ・サーキスの起用が発表された。18日、本作の主要撮影がカナダのウィニペグで始まった。12月11日、マディセン・ベイティがキャスト入りした。
2021年5月28日、レイクショア・レコーズが本作のサウンドトラックを発売した。

## 公開・マーケティング
2020年2月20日、本作の劇中写真が初めて公開された。2021年2月25日、RLJEフィルムズが本作の全米配給権を獲得したとの報道があった。4月15日、本作のオフィシャル・トレイラーが公開された。
日本では、2021年10月22日よりシネマート新宿およびシネマート心斎橋で開催される「のむコレ2021」にて公開された。

## 評価
本作に対する批評家の評価は平凡なものに留まっている。映画批評集積サイトのRotten Tomatoesには59件のレビューがあり、批評家支持率は46%、平均点は10点満点で5点となっている。サイト側による批評家の見解の要約は「サイモン・バレット監督に才能が備わっているのは間違いない。しかし、その才能は『降霊会 -血塗られた女子寮-』の凡庸なストーリーに何かを加えられるほどのものではなかった。」となっている。また、Metacriticには10件のレビューがあり、加重平均値は45/100となっている。